# Josef Dietrich (sochař)
Josef Dietrich (1677 Trhové Sviny – 2. května 1753 České Budějovice) byl český barokní sochař, který působil především v jižních Čechách. K jeho dílu patří většina dochovaných barokních prací v Českých Budějovicích včetně Samsonovy kašny na náměstí Přemysla Otakara II.

## Život
Předpokládá se, že se vyučil kolem roku 1700 v některé z pražských dílen, zřejmě u sochaře Matěje Václava Jäckela (1655–1738). Do Českých Budějovic se přestěhoval roku 1710 po smrti švábského sochaře Josefa Pabla, s první manželkou koupili dům v Krajinské třídě čp. 115. Již v roce 1724 je ale uváděn jiný majitel, takže se předpokládá přesun Dietrichovy dílny na jinou budějovickou adresu. 1732 první manželka umírá a 1. nebo 13. února 1733 Dietrich uzavírá sňatek z Justinou Riedlovou, vdovou po sládkovi z Trhových Svinů. Ta umírá 9. dubna 1746. Za třetí ženu pojal 31letou Marii Magdalenu Jeneovou z Chrobol 24. července 1746. S tou měl celkem čtyři syny, z nichž poslední se narodil jako pohrobek, druhý den po Dietrichově úmrtí. Druhý nejmladší syn umírá krátce poté ve třech letech. Pohřben je na bývalém hřbitově u současné katedrály svatého Mikuláše.

## Následovníci
Pracoval s kamenem i se dřevem. V Dietrichově dílně se vyučil pozdější českokrumlovský sochař Jan Antonín Zinner a Dietrichův českobudějovický nástupce Leopold Hueber. Hueber se po Dietrichově úmrtí oženil s jeho třetí manželkou Magdalenou a sochařskému řemeslu vyučil jeho syna Matyáše Dietricha.

## Zajímavosti
Traduje se, že sochu svatého Josefa (novodobě umístěnou v klášterní předzahrádce na Piaristickém náměstí) vytesal Dietrich jako autoportrét. Po sochaři je pojmenována českobudějovická ulice J. Dietricha v Mladém.

## Seznam děl
Není-li uvedeno jinak, jde o sochy určené pro město České Budějovice. Seznam není kompletní.
| Objekt                                               | Obrázek                                                  | Datum     | Umístění                                           | Galerie | Poznámka |
| ---------------------------------------------------- | -------------------------------------------------------- | --------- | -------------------------------------------------- | --- | --- |
| ozdoby k tabernáklu oltáře                           |                                                          | 1711      | Kostel svatého Jana Křtitele a svatého Prokopa     | | Nedochovalo se. |
| dřevěné plastiky pro hlavní oltář                    |                                                          | 1711–1713 | kostel svatého Bartoloměje v Malontech             | | |
| gotická milostná Panna Maria Budějovická (Q36860218) | Panna Maria Budějovická                                  | 1715      | před Rožnovskou branou                             | Kategorie „Statue of Virgin Mary (Zátkovo nábřeží)“ na Wikimedia Commons                                           | Mezi současným Krumlovským a Zlatým mostem. |
| Mariánské sousoší před Pražskou branou (Q26868394)   | Mariánské sousoší                                        | 1716      | před Pražskou branou (Mariánské náměstí)           | Kategorie „Mariánské sousoší (České Budějovice)“ na Wikimedia Commons                                              | Roku 1953 rozebráno, roku 1991 obnoveno, repliky soch (sokl původní), originály uloženy v lapidáriu kláštera v Borovanech. Panna Maria Budějovická, svatý Mikuláš (vlevo), svatý Auracián (vpravo), dole zleva svatý Šebestián, svatá Rozálie, svatý Roch. |
| soška Panny Marie Budějovické (Q57433435)            | Socha Panny Marie Budějovické                            | 1718      | nad vchodem do křížové chodby, Piaristické náměstí | Kategorie „Statue of Virgin Mary (Dominikánský konvent, České Budějovice)“ na Wikimedia Commons                    | |
| Samsonova kašna (Q6848354)                           | Samsonova kašna                                          | 1721–1727 | náměstí Přemysla Otakara II.                       | Kategorie „Samsonova kašna (České Budějovice)“ na Wikimedia Commons                                                | Kamenosochařská výzdoba, kamenické práce provedl Zachariáš Horn (1679—1738), originály na radnici. |
| svatý Jan Nepomucký (Q38149073)                      | sloup se sochou svatého Jana Nepomuckého a svaté Barbory | 1722      | Trhové Sviny                                       | Kategorie „Sloup se sochou svatého Jana Nepomuckého a svaté Barbory“ na Wikimedia Commons                          | Kameník Zachariáš Horn. |
| svatý Jan Nepomucký (Q36860179)                      | sochoa svatého Jana Nepomuckého                          | 1723      | nábřeží Malše u soudu                              | Kategorie „Statue of John of Nepomuk (Zátkovo nábřeží)“ na Wikimedia Commons                                       | Kameník Zachariáš Horn. |
| svatý Jan Nepomucký (Q80444651)                      | svatý Jan Nepomucký                                      | 1723–1724 | most ve Vyšším Brodě                               | Kategorie „Statue of Saint John of Nepomuk on the bridge in Vyšší Brod“ na Wikimedia Commons                       | |
| svatá Anna (Q80444653)                               | svatá Anna                                               | 1724      | most ve Vyšším Brodě                               | Kategorie „Statue of Saint Anne on the bridge in Vyšší Brod“ na Wikimedia Commons                                  | Replika, originál od roku 1991 v lapidáriu Borovanského kláštera. Vytesáno na objednávku opata z Vyššího Brodu. |
| výzdoba jižní sakristie                              |                                                          | 1725      | kostel svatého Víta                                | | Český Krumlov. Společně s Johannem Ferdinandem Rapotzem (Q112127763‎) a Janem Antonínem Zinnerem (Q112074427). |
| krucifix (Q105946630)                                | krucifix v kostele                                       | ~1725     | Dobrš                                              | Kategorie „Crucifix (Dobrš, Josef Dietrich)“ na Wikimedia Commons                                                  | V kostele Zvěstování Panny Marie. |
| Immaculata (Q38489970)                               | Immaculata                                               | 1727      | Novohradská 1239/118                               | Kategorie „Immaculata (Nové Hodějovice)“ na Wikimedia Commons                                                      | Před kostelem Panny Marie Královny Andělů v Nových Hodějovicích; socha sem byla přenesena z Plavské silnice |
| Spravedlnost                                         | Spravedlnost                                             | 1730      | radnice                                            | Kategorie „Čtyři alegorické postavy ctností“ na Wikimedia Commons                                                  | Z cyklu 4 alegorické postavy ctností. Na budově replika, originál v radnici. |
| Moudrost                                             | Moudrost                                                 | 1730      | radnice                                            | Kategorie „Čtyři alegorické postavy ctností“ na Wikimedia Commons                                                  | Z cyklu 4 alegorické postavy ctností. Na budově replika, originál v radnici. |
| Statečnost                                           | Statečnost                                               | 1730      | radnice                                            | Kategorie „Čtyři alegorické postavy ctností“ na Wikimedia Commons                                                  | Též označována jako Síla. Z cyklu 4 alegorické postavy ctností. Na budově replika, originál v radnici. |
| Opatrnost                                            | Opatrnost                                                | 1730      | radnice                                            | Kategorie „Čtyři alegorické postavy ctností“ na Wikimedia Commons                                                  | Též označována jako Věrnost. Z cyklu 4 alegorické postavy ctností. Na budově replika, originál v radnici. |
| svatí Josef, Tadeáš a Antonín Paduánský (Q37452146)  | svatí                                                    | 1733      | Kájov                                              | Kategorie „Sculpture of Saint Joseph, Saint Jude Thaddeus and Saint Anthony of Padua (Kájov)‎“ na Wikimedia Commons | Jihozápadně od hřbitova na rozcestí. Autorem soch je s největší pravděpodobností Josef Dietrich. Objednal kájovský farář Kristián Guschl. Při restaurování byla uvnitř sousoší nalezena kovová schránka s devocionáliemi (svaté obrázky, prolog evangelia svatého Jana Evangelisty, medaile se sv. Benediktem, se sv. Ignácem z Loyoly, s Pannou Marií Kájovskou, dále caravacký křížek, torzo růžence, papírové cedule s modlitbami a polykací obrázky).                                 |
| Jan Nepomucký s anděli (Q37012428)                   | Jan Nepomucký s anděli                                   | ~1735     | Borovany                                           | Kategorie „Statue of John of Nepomuk with angels (Borovany)“ na Wikimedia Commons                                  | Sousoší z 1. poloviny 18. století (nejspíše ze 30. let), stojící na náměstí v Borovanech, lze přisuzovat Josefu Dietrichovi. |
| Madona a dva andělé                                  | Kostel Panny Marie Bolestné                              | 1739      | poutní kostel Panny Marie Bolestné                 | Kategorie „Church of Our Lady of Sorrows (Dobrá Voda u Českých Budějovic)“ na Wikimedia Commons                    | Dobrá Voda u Českých Budějovic. |
| tři zastavení                                        |                                                          | 1739      | hřbitov u kostela svatého Mikuláše                 | | Propuštění, Poslední večeře, Kristus ve vězení. Součást křížové cesty, nedochovalo se. |
| svatý Jan Nepomucký (Q105888938)                     | Socha svatého Jana Nepomuckého                           | 1739      | Dominikánský klášter                               | Kategorie „Statue of John of Nepomuk (Piaristické náměstí)“ na Wikimedia Commons                                   | Sochu objednala na podzim 1739 Terezie Vetterová, vdova po hejtmanu dělostřelectva, pro areál Dominikánského kláštera. Dochovala se fotografie sochy na neznámém místě. |
| svatý Josef (Q96748377)                              | svatý Josef                                              | 1739      | u kostela Obětování Panny Marie                    | Kategorie „Statue of Saint Joseph (Piaristické náměstí)‎“ na Wikimedia Commons                                      | V současnosti v zahradě pod Bílou věží, původně v aleji před vchodem do kláštera. Objednatel Josef Grueber. Traduje se, že Dietrich sochu vytesal jako vlastní portrét. |
| čtvrté zastavení                                     |                                                          | ≥1740     | hřbitov u kostela svatého Mikuláše                 | | Po třech zastaveních dodaných v roce 1939 vyrobil Josef Dietrich zřejmě ještě jedno. |
| sloup Nejsvětější Trojice (Q57414948)                | sloup Nejsvětější Trojice                                | 1740      | Piaristické náměstí, tehdy hřbitov                 | Kategorie „Holy Trinity column (České Budějovice)“ na Wikimedia Commons                                            | Objednatel mlynář Erasmus Jene. Původně umístěn na hřbitově 19. listopadu 1740, posvěcen 22. července 1941, na současné místo proti Kalvárii přemístěn po zrušení hřbitova. |
| svatá Anna (Q96748382)                               | svatá Anna                                               | 1741      | u kostela Obětování Panny Marie                    | Kategorie „Statue of Saint Anne (Piaristické náměstí)‎“ na Wikimedia Commons                                        | V současnosti v zahradě pod Bílou věží, původně v aleji před vchodem do kláštera. |
| svatý Jáchym (Q96748394)                             | podstavec sochy sv. Jáchyma                              | 1743      | u kostela Obětování Panny Marie                    | Kategorie „Statue of Saint Joachim (Piaristické náměstí)‎“ na Wikimedia Commons                                     | Socha odcizena, původně v aleji před vchodem do kláštera, zachoval se jen podstavec aktuálně umístěný pod sochou sv. Vincence (zcela vpravo). |
| Kalvárie (Q57415011)                                 | Kalvárie                                                 | 1743-1744 | Piaristické náměstí, tehdy hřbitov                 | Kategorie „Kalvárie (České Budějovice)“ na Wikimedia Commons                                                       | Zhotoveno na objednávku Terezy Ajchlové či Aichlerové, podle pověsti zaplaceno z pokladu, který pes jejího manžela vyhrabal v lese. |
| svatý Dominik (Q96748358)                            | svatý Dominik                                            | 1745      | u kostela Obětování Panny Marie                    | Kategorie „Statue of Saint Dominic (Piaristické náměstí)‎“ na Wikimedia Commons                                     | V současnosti v zahradě pod Bílou věží, původně před bočním vchodem do kostela. |
| svatý Vincenc (Q96748387)                            | svatý Vincenc                                            | 1745      | u kostela Obětování Panny Marie                    | Kategorie „Statue of Saint Vincent (Piaristické náměstí)‎“ na Wikimedia Commons                                     | V současnosti v zahradě pod Bílou věží (na podstavci určeném sv. Jáchymovi, Vincencův podstavec odcizen), původně před bočním vchodem do kostela. V původním podstavci svatého Vincence Ferrerského byla při opravě v roce 1855 nalezena schránka s ostatky svatého Adaukta a svaté Konstancie věnovanými papežem. Schránka měla dále obsahovat list dokládající, že sochy sv. Vincence a sv. Zachariáše objednal provinciál dominikánů z vděčnosti za uzdravení na přímluvu Panny Marie. |
| svatý Jan Nepomucký (Q36859540)                      | socha svatého Jana Nepomuckého                           | 1745      | Sady                                               | Kategorie „Statue of John of Nepomuk (Na Sadech)“ na Wikimedia Commons                                             | Socha z mušlového vápence, pravděpodobně totožná s dílem objednaným na náklady města, umístěným před Svinenskou bránu a vysvěceným 1. září 1745. Později byla přesunuta na Novohradskou ulici, odkud se v roce 1986 nebo 1987 dostala na nynější místo proti Rabenštejnské věži. Autorství je připisováno Josefu Dietrichovi „s největší pravděpodobností“. |
| svatý Achatius (Q105946784)                          |                                                          | ~1745     | u kostela Obětování Panny Marie                    | | Podle jednoho pramene měl soubor Dietrichových klášterních plastik z cca 40. let 18. století zahrnovat i sochu svatého Achatia. Během přesunu soch do nově vzniklé klášterní předzahrádky v letech 1982–1983 však nebyla nalezena. |
| svatý Zachariáš (Q96748363)                          | svatý Zachariáš                                          | 1746      | u kostela Obětování Panny Marie                    | Kategorie „Statue of Saint Zachary (Piaristické náměstí)‎“ na Wikimedia Commons                                     | V současnosti v zahradě pod Bílou věží, původně v aleji před vchodem do kláštera. |
| gotická milostná Panna Maria Budějovická (Q36860025) | Panna Maria Budějovická                                  | 1746      | před Svinenskou branou, Senovážné náměstí          | Kategorie „Statue of the Virgin Mary (České Budějovice, Senovážné náměstí)“ na Wikimedia Commons                   | Svěcena 1. července. V roce 1972 přesunuta do městského zahradnictví, v 90. letech restaurována, vyrobena nová hlava a umístěna do NPÚ (dům U Ferusů, nejprve na nádvoří, poté do průjezdu). Kulturní památka. |
| práce pro zámek Hluboká nad Vltavou                  |                                                          |           | zámek Hluboká nad Vltavou                          | | |
| práce pro zámek Český Krumlov                        |                                                          |           | zámek Český Krumlov                                | | |
| Traianus (Q105988042)                                | Traianus                                                 |           | dům U Římského císaře                              | Kategorie „Traianos (U Římského císaře)“ na Wikimedia Commons                                                      | Busta na atice domu (náměstí Přemysla Otakara II. 41/11) objednaná městským písařem. Aktuálně jde o kopii originálu umístěného v Jihočeském muzeu (v expozici Příběh města Českých Budějovic). |